# يوجين ماك
يوجين ماك هو لاعب جمباز فني سويسري، ولد في 21 سبتمبر 1907 في أربون في سويسرا، وتوفي في 29 أكتوبر 1978 في بازل في سويسرا.

## وصلات خارجية
- يوجين ماك على موقع الاتحاد الدولي للجمباز (licence) (الإنجليزية)
- يوجين ماك على موقع الاتحاد الدولي للجمباز (biography) (الإنجليزية)
- يوجين ماك على موقع اللجنة الأولمبية الدولية (الإنجليزية)
- يوجين ماك على موقع أوليمبيديا (الإنجليزية)